# Destructor Grecale
El Grecale va ser un dels quatre destructors de classe Maestrale construïts per a la Regia Marina a principis dels anys trenta. Acabat el 1934, va servir a la Segona Guerra Mundial. Va sobreviure a la guerra i va continuar el seu servei a la Marina Militare fins al 1964.

## Disseny i descripció
Els destructors de classe Maestrale eren un disseny completament nou destinat a rectificar els problemes d'estabilitat de la classe Folgore anterior. Tenien una longitud entre perpendiculars de 101,6 metres (333 peus 4 polzades) i una longitud total de 106,7 metres (350 peus 1 polzada). Els vaixells tenien una mànega de 10,15 metres (33 peus 4 polzades) i un calat mitjà de 3,31 metres (10 peus 10 polzades) i 4,3 metres (14 peus 1 polzades) amb càrrega profunda. Van desplaçar 1.640 tones mètriques (1.610 tones llargues) amb càrrega estàndard i 2.243 tones mètriques (2.208 tones llargues) a càrrega profunda. El seu complement durant la guerra era de 7 oficials i 176 sotsoficials i marineria.
Els Maestrale eren propulsats per dues turbines de vapor Parsons, cadascuna impulsava un eix de l'hèlix utilitzant vapor subministrat per un trio de calderes de tres tambors. Les turbines van ser dissenyades per produir 44.000 cavalls de força (33.000 kW) i una velocitat de 32-33 nusos (59-61 km/h; 37-38 mph) en servei, tot i que van arribar a assolir els 41,3 nusos (76,5 km/h; 47,5 mph) durant les seves proves de mar amb una càrrega lleugera. Portaven prou fuel per donar-los una autonomia de 2.600 a 2.800 milles nàutiques (4.800–5.200 km; 3.000–3.200 milles) a una velocitat de 18 nusos (33 km/h; 21 mph) i 690 nmi (1.280 km; 790 milles) a una velocitat de 33 nusos (61 km/h; 38 mph).
La seva bateria principal consistia en quatre canons de 120 mil·límetres (4,7 polzades) en dues torretes de dos canons, una a davant i a darrere de la superestructura. Al mig del vaixell hi havia un parell de canons estrella de calibre 15 de 120 mil·límetres. La defensa antiaèria (AA) per als vaixells de la classe Maestrale va ser proporcionada per quatre metralladores de 13,2 mil·límetres (0,52 polzades). Estaven equipats amb sis tubs de torpedes de 533 mil·límetres (21 polzades) en dos muntatges triples al mig del vaixell. Encara que els vaixells no tenien un sistema de sonar per a tasques antisubmarines, estaven equipats amb un parell de llançadors de càrregues de profunditat. Els Maestrale podia portar 56 mines.
Durant la Segona Guerra Mundial, els canons de 40 mm i les metralladores de 13,2 mm del Grecale van ser substituïts per vuit canons de 20 mil·límetres (0,79 polzades), l'addició d'un altre parell de llançadors de càrrega de profunditat i la substitució dels tubs de torpedes de popa i el telèmetre central per dos canons únics de 37 mil·límetres (1,5 polzades). El 1949, el seu pont va ser reconstruït i el seu disseny s'assemblava al pont dels destructors britànics. També va equipar un pal de gelosia, nous radars i els seus canons antiaeris lleugers ara constaven de tres canons de 37 mm/54. El 1952–1953, els seus canons de 37 mm van ser substituïts per sis canons Bofors de 40 mm (1,6 polzades) i es van retirar els tubs de torpede restants. El Grecale es va convertir en vaixell de comandament entre 1959 i 1960 i tots els seus armaments, llevat de dos canons Bofors de 40 mm, van ser eliminats.

## Història

### Construcció
El vaixell va ser construït per l'empresa Cantieri Navali Riuniti a les drassanes d'Ancona on es va posar la quilla el 25 de setembre de 1931. avarat el 17 de juny de 1934 , va entrar en servei el 15 de novembre.

### La dècada de 1930 i la Segona Guerra Mundial
En el període del 26 de març de 1936 al 9 de juliol de 1939 va participar en diverses missions i patrulles, en particular durant la Guerra Civil Espanyola, no només a la Mediterrània, sinó també a l'Atlàntic, incloent les missions d'agost de 1936 a Bèlgica i de juliol de 1939 a Lisboa.
El 10 de juny de 1940, amb l'entrada d'Itàlia a la Segona Guerra Mundial, va formar part del X Esquadró de Destructors, juntament amb els bessons Maestrale, Libeccio i Scirocco.
Durant la Segona Guerra Mundial va operar tant amb les forces de batalla com en l'escorta de combois cap a Líbia.
El 2 de juliol de 1940 va ser enviat, juntament amb els bessons, als creuers lleugers Bande Nere i Colleoni, a la I Divisió (creuers pesants Zara, Fiume i Gorizia) i al IX Esquadró de Destructors (Alfieri, Oriani, Gioberti, Carducci) com a escorta indirecta a un comboi que tornava de Líbia (transports de tropes Esperia i Victoria, amb l'escorta de les torpedineres Procione, Orsa, Orione i Pegaso, navegant de Trípoli a Nàpols).
El 6 de juliol va escortar el primer gran comboi cap a Líbia (operació anomenada «TCM»): amb sortida de Nàpols a les 19.45, el comboi estava format pels transports de tropes Esperia i Calitea (que transportaven 1.571 i 619 soldats respectivament) i pels moderns els vaixells de càrrega Marco Foscarini, Vettor Pisani i Francesco Barbaro (la càrrega dels quals era de 232 vehicles, 5.720 tones de combustibles i lubricants i 10.445 tones d'altres materials); amb les quatre unitats de la X Esquadrilla de Destructors escortaven el comboi, juntament amb els creuers lleugers Bande Nere i Colleoni i la XIV Esquadrilla de Torpedineres (Procione, Orsa, Orione, Pegaso). Els vaixells van arribar amb seguretat a Bengasi , el port d'arribada, el 8 de juliol.
Tornant a Augusta , la X Esquadrilla salpà de nou per afegir-se a la formació naval que va prendre part en la batalla de Punta Stilo del 9 de juliol, tot i que la formació no va tenir un paper rellevant.
El 27 de juliol el Grecale i les seves unitats germanes van partir de Catània i es van unir a l'escorta d'un comboi a la ruta Nàpols-Trípoli durant l'operació «Trasporto Veloce Lento» (el comboi estava format pels vaixells mercants Maria Eugenia, Gloriastella, Mauly, Bainsizza, Col di Lana, Francesco Barbaro i Città di Bari, escortats per les torpedineres Orsa, Procione, Orione i Pegaso): el submarí britànic Oswald, havent albirat el comboi, va intentar torpedinar el Grecale, però no ho va aconseguir; les unitats van arribar il·leses al port l'1 d'agost.
El 9 d'agost, juntament amb els bessons, va posar una barrera de mines a les aigües de Pantelleria.
L'abril de 1941 va escortar un comboi de vapors alemanys (Alicante, Maritza, Procida, Santa Fe) amb subministraments per a l'Afrika Korps.
L'11 de maig pertanyia a l'escorta indirecta, juntament amb els creuers lleugers Bande Nere, Cadorna, Duca degli Abruzzi i Garibaldi i els destructors Alpino, Fuciliere, Scirocco, da Recco, Pancaldo, Pessagno i Usodimare, en un comboi format pels mercants Preussen, Wachtfels, Ernesto, Tembien, Giulia i Col di Lana i que es van beneficiar de l'escorta directa dels destructors Dardo, Aviere, Geniere, Maestrale i Camicia Nera: havent sortit de Nàpols, els vaixells van arribar a Trípoli el 14.
El 26 de maig va escortar, juntament amb el cap de classe Maestrale i al Cadorna, un comboi de Nàpols a Trípoli (format pels vaixells Andrea Gritti, Sebastiano Venier, Marco Foscarini, Barbarigo, Rialto i Ankara, escortat pels destructors Vivaldi i Antonio da Noli i les torpedineres Cigno, Procione i Pegaso).
El 19 de juny va formar part, amb els bessons Scirocco i Maestrale, de l'escorta indirecta d'un comboi cap a Trípoli (incloïa els transports de tropes Marco Polo, Esperia, Neptunia i Oceania, que es van beneficiar de l'escorta dels destructors Vivaldi, da Recco, Gioberti i Oriani i de la vella torpedinera Dezza), que havia estat atacada, sense resultats, pel submarí britànic HMS Unbeaten a les aigües de Pantelleria: les unitats van arribar a Trípoli el dia 20, però quan els transports ja havien agafat la ruta segura a Trípoli el submarí anglès Unique va torpedinar l'Esperia , que es va enfonsar a 33°03' N i 13°03' E.
El 7 de juliol va dur a terme la col·locació de mines a l'estret de Sicília, juntament amb els destructors Scirocco, Maestrale, Pigafetta, Pessagno, da Recco, da Mosto, da Verrazzano i les divisions de creuers IV (Bande Nere i di Giussano) i VII (Attendolo i Duca d'Aosta).
També al juliol va formar part de l'escorta d'un comboi format pels transports Ernesto, Tembien, Giulia, Col di Lana, Wachtfels i Amsterdam; el Tembien i el Wacthfels van ser atactats per avions i van haver de ser portats a remolc.
A l'agost formà part de l'escorta del comboi ««Marco Polo».
El 24 de setembre va sortir de Palerm juntament amb els creuers lleugers Duca degli Abruzzi i Attendolo, la III Divisió (creuers pesats Trento, Trieste i Gorizia), els bessons Scirocco i Maestrale i el XII esquadró de destructors (Corazziere, Lanciere, Ascari i Carabiniere) per atacar un comboi britànic, però no hi van arribar.
La matinada del 8 de novembre de 1941, el Grecale (sota el comandament del capità de fragata Giovanni di Gropello) va partir de Nàpols per unir-se a l'escorta del comboi "Duisburg" dirigit a Trípoli, format pels transports Duisburg, San Marco, Sagitta, Maria, Rina Corrado, Conte di Misurata i Minatitlan (la càrrega del qual era de 34.473 tones de subministraments, 389 vehicles i 243 homes); els vaixells van ser escortats, així com pel Grecale, pels destructors Maestrale, Fulmine, Euro i Alfredo Oriani (als quals també es van afegir, com a escorta indirecta, els creuers pesats Trento i Trieste i quatre destructors). La nit següent el comboi va ser atacat i destruït per la britanica "Force K" (creuers lleugers HMS Aurora i Penelope i el destructors HMS Lance i Lively): tots els mercants i el Fulmine va ser enfonsats. Al començament de la lluita, l'Aurora va obrir foc i va disparar tres salves al Grecale, que es trobava a la cua del comboi en aquell moment. Abans que pogués tornar el foc (va intentar en va dos cops de llançar els seus torpedes ), va ser colpejat per vuit obusos de 152 i 120 mm , que van matar 23 homes i en van ferir 56 (dels quals 35 de gravetat): alguns trets van arribar a les sala de màquines, deixant el motor fora d'acció; immobilitzat, fora de servei i amb foc a bord, el Grecale va ser agafat a remolc per l'Oriani. Aleshores, el Grecale va ser remolcat primer a Trapani i des d'allà, l'11 de novembre, a Tàrent, per fer-hi obres de reparació.
Les obres van durar des del novembre de 1941 fins al març de 1942; a més de les reparacions, el vaixell també va patir modernitzacions, com la substitució de les dues peces il·luminadores de 120 mm per dos complexos de metralladores de 20/65 mm , la col·locació d'una peça il·luminadora de 120 mm al mig del vaixell (entre els complexos llançatorpedes ), la substitució de les metralladores bessones del pont per unes d'una sola, la càrrega de dos llançadors de càrregues de profunditat de fabricació alemanya.
El març de 1942 el Grecale va participar en l'escorta de dos combois.
El 16 de març va participar en l'operació «Sirio», donant escorta indirecta, juntament amb el seu germà Scirocco i el creuer lleuger Duca d'Aosta, a dos combois formats pels transports Reichenfels, Vettor Pisani i Assunta de Gregori (amb un total de 36 tancs a bord, 278 vehicles, 13.124 tones de subministraments i 103 homes) escortats per cinc destructors i dues torpedineres: tots els vaixells van arribar il·lesos a Líbia.
A la mitjanit del 21 de març la unitat, adscrita a la XI Esquadrilla de Destructors (Aviere, Ascari, Oriani) salpà de Tàrent conjuntament amb el cuirassat Littorio i a les unitats de l'esquadrilla, participant després a l'inconclusa segona batalla de Sirte, va haver de tornar a port a causa d'una fallada del timó.
Entre el 3 i el 5 d'agost va escortar un comboi compost pels vaixells Ankara, Nino Bixio i Sestriere (amb destinació Tobruk per al primer i Bengasi per als altres dos; la càrrega constava de 92 tancs, 340 vehicles, 3 locomotores, una grua, 292 soldats, 4.381 t de combustibles i olis lubricants, 5.256 t d'altres avituallaments), juntament amb els destructors cacciatorpediniere Corsaro, Legionario, Freccia, Folgore i Turbine, així com les torpedineres Partenope i Calliope; els vaixells van arribar al seu destí malgrat els nombrosos atacs aeris; en aquella ocasió es va produir el primer atac realitzat per avions nord-americans contra unitats italianes (va ser un atac dels bombarders Consolidated B-24 Liberator).
El 4 de novembre va sortir de Nàpols per fer d'escorta -juntament amb el Maestrale, l'Oriani, el Gioberti, les torpedineres Clio i Animoso i un altre destructor modern, el Velite - els vaixells motonavi Giulia i Chisone i el Veloce, dirigit cap a Trípoli: malgrat diversos atacs des de l'aire, el comboi va ser un dels últims a arribar a Líbia sense danys.
Al voltant de la mateixa època també va escortar el petrolier Panuco
El 30 de novembre va dur a terme, juntament amb el Maestrale i l'Ascari, una altra missió de minat a l'estret de Sicília; mentre tornava d'aquesta missió va ser enviat, juntament amb la resta de la X Esquadrilla, per reforçar l'escorta del comboi B (de Nàpols a Tunísia, amb el vapors piroscafi Arlesiana, Achille Lauro, Campania, Menes i Lisboa i l'escorta original formada per les torpedineres Sirio, Orione, Groppo i Pallade, a les quals es van unir després un altre torpedinera, l'Uragano que va ser retornat, però, a port en conèixer les notícies de la Força Q britànica sortint al mar (creuers lleugers Aurora, Sirius i Argonaut, destructors Quiberon i Quentin), que després, la nit del 2 de desembre, van interceptar i destruir el comboi «H», que en canvi s'havia continuat.
Al desembre va dur a terme tres missions de transport de tropes a Tunísia.
El 3 de gener de 1943 es trobava a Palerm quan el port va ser sotmès a l'atac de cinc "charriots", torpedes lents britànics, que van danyar seriosament el  Viminale i van enfonsar el creuer lleuger Ulpio Traiano,que s'estava equipant; també es van col·locar algunes càrregues explosives al casc del Grecale, però van ser retirades abans d'explotar.

### La col·lisió amb l'Ardente
El 12 de gener, el Grecale (sota el comandament del capità de fragata Luigi Gasparrini) va sortir de Palerm a l'1.05 del matí, va col·lisionar accidentalment, al nord de la costa siciliana, prop de Capo San Vito, amb la moderna torpedinera Ardente, que navegava des de Biserta a Palerm. Aparentment, l'oficial del pont va confondre la torpedinera italiana amb una torpedinera enemiga. Mentre l'Ardente s'enfonsava amb 118 homes, el destructor va patir danys molt greus, retirant-se la proa fins a l'alçada del pont, i va tornar a port -on va arribar a les 13.15- a marxa enrere en la mar agitada. L'accident es va produir per les condicions meteorològiques adverses i la navegació per la mateixa ruta de seguretat amb rutes perfectament oposades i els llums de navegació apagats. Posteriorment, a la zona de l'Egadi es van seguir diferents itineraris per al trànsit d'anada i tornada. Fins i tot al Grecale, les pèrdues humanes van ser elevades: el vaixell es va dedicar a una missió de transport de soldats alemanys (de Palerm a Biserta), allotjats com van poder a les diferents sales, i en la col·lisió 8 membres de la tripulació del vaixell i 102 soldats alemanys.
Posat a moll per a la reconstrucció de la proa, el Grecale també va ser sotmès a la substitució de la peça il·luminadora central i del complex llançatorpedes de popa per dues metralladores de 37/54 mm i a la col·locació de dues metralladores individuals de 20/65 mm a la popa mm. Les obres van continuar fins a l'agost.

### Després de l'armistici
A la proclamació de l'armistici, el vaixell va sortir de La Spezia amb la resta de l'esquadra naval (cuirassats Italia, Vittorio Veneto i Roma, creuers lleugers Giuseppe Garibaldi, Attilio Regolo, Duca degli Abruzzi, Eugenio di Savoia, Duca d'Aosta, Montecuccoli, destructors Artigliere, Fuciliere, Mitragliere, Carabiniere, Legionario, Velite, Oriani) lliurant-se als Aliats a Malta, on arribaren l'11 de setembre, amarrant a Marsa Scirocco. El 12 de setembre va repostar a La Valletta i el 14 de setembre va abandonar l'illa, juntament amb part de l'esquadra (Italia, Vittorio Veneto, Eugenio di Savoia, Duca d'Aosta, Montecuccoli, Cadorna, Da Recco, Artigliere, Velite) i es va traslladar a Alexandria a Egipte, on va arribar el 16.
Fins a l'armistici, el Grecale havia realitzat un total de 155 missions de guerra (8 amb forces navals, 4 de posada de mines, un caça antisubmarí, 10 de transport, 35 d'escorta de combois, 33 d'entrenament i 64 de trasllat o altres tipus), viatjant 47.646. milles i passar 441 dies en missió. Durant la marxa havia patit un total d'11 atacs de submarins, 5 d'avions bombarders i 2 de torpediners.
La unitat va participar llavors en nombroses missions de guerra durant la cobel·ligerància.
Entre el 21 i el 22 de juny de 1944, juntament amb el motor torpediner MS 74, va transportar uns «carros» britànics i els seus tripulants fins a les aigües de La Spezia; aquests vaixells van penetrar al port i van enfonsar el creuer pesant Bolzano, capturat pels alemanys.

### La postguerra i el servei per a la Marina italiana
Un cop acabada la guerra es va deixar a Itàlia en les condicions imposades pel tractat de pau. Havent passat a formar part de l'Armada italiana, es va modernitzar entre 1947 i 1949 i després de la guerra va ser la primera unitat a ser modernitzada a l'Arsenal de La Spezia.

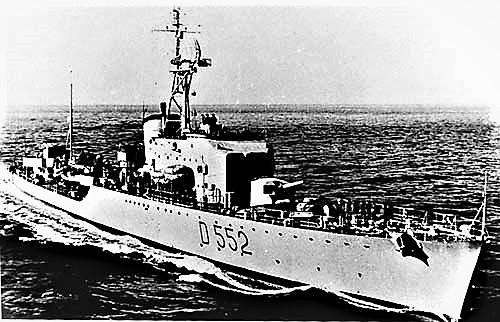
El Grecale després d'incorporar-se a la Marina, amb el nou codi D 552

Durant les obres es van substituir els canons principals per canons de 120/50 mm d'un nou tipus, l'armament antiaeri constava de sis canons de 37/54 mm i dues metralladores de 20/65 mm, mentre que 3 tubs de torpedes de 533 mm constituïen armament de torpedes. També es va instal·lar un radar de tipus "LWS" en un pal de gelosia de nova construcció.

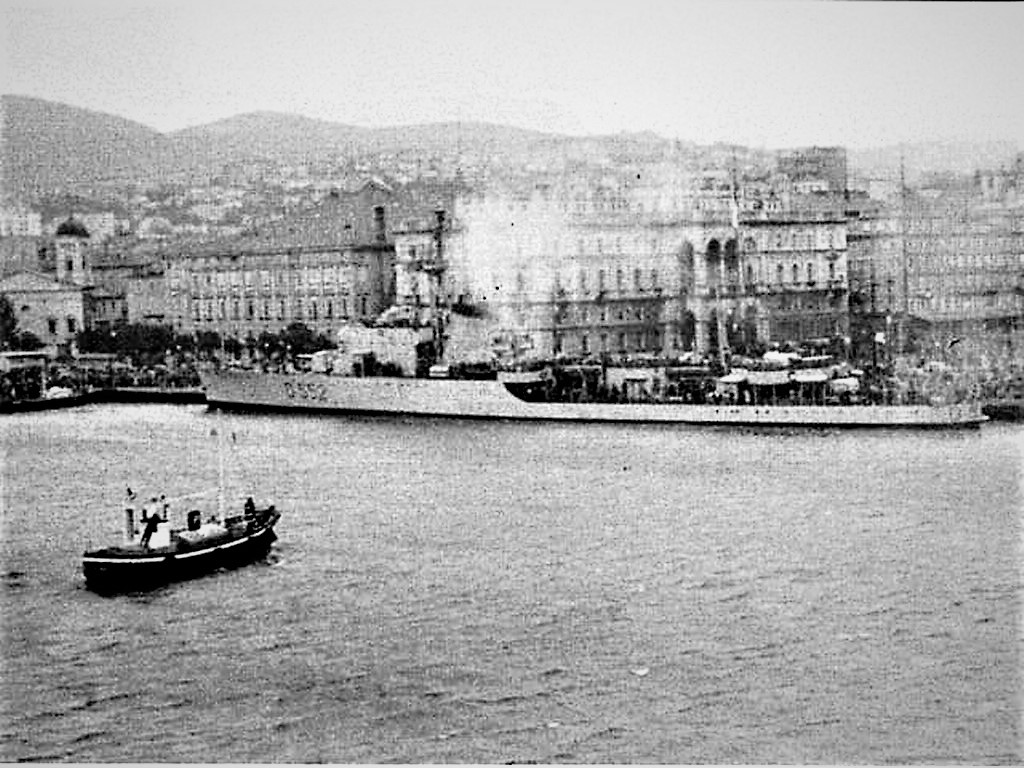
El vaixell a Trieste amb motiu del retorn de la ciutat a Itàlia

L'any 1953 la unitat va sofrir noves modernitzacions i amb l'entrada d'Itàlia a l'OTAN va tenir el distintiu òptic D 552 en comptes de l'antic acrònim GR.
El 26 d'octubre de 1954 va ser la primera unitat de la Marina que va entrar al port de Trieste amb motiu del retorn de la ciutat a Itàlia, seguida dels destructors Granatiere i Artigliere i el creuer Duca degli Abruzzi, amb la multitud animada pujant a les unitats navals per expressar la gran alegria pel retorn a Itàlia.
L'any 1955 el vaixell va patir noves obres per ser transformat en fragata ràpida .
La unitat va ser requalificada com a fragata antisubmarina per Decret del President de la República de 10 d'abril de 1958 amb el nou distintiu òptic F 556 heretat de l'Aretusa, torpedinera donada de baixa l'1 d'agost del mateix any.

### La transformació en un vaixell de comandament i els últims anys
Del 1959 al 1960 el vaixell va ser sotmès a més obres de transformació per poder embarcar el Comandament de l'Esquadró Naval ja que en aquell període el creuer Duca degli Abruzzi havia estat donat de baixa i el Giuseppe Garibaldi sotmès a obres de transformació, estava destinat al paper de vaixell insígnia.
Durant aquests treballs es va desembarcar l'armament, amb l'excepció d'un sistema de doble enllaç de 40 mm, es van eliminar les superestructures de popa de l'embut, es va allargar el castell de proa gairebé fins a l'extrem de la popa i es va construir un pont cap endavant caseta.
Emplaçat l'1 de juny de 1964 després d'haver fet la seva última baixada de bandera a Tàrent el vespre anterior juntament amb el creuer Montecuccoli, el Grecale va ser donat de baixa el 10 d'abril de 1965 i després de ser desmantellat i saquejat del que encara era útil, va romandre abandonat durant uns quants anys a l'arsenal de Tàrent per després posar-se a la venda per al seu desballestament.

## El nom
Aquesta va ser la segona unitat que portava el nom de Grecale. Anteriorment, el nom s'havia assignat a un remolcador que abans de servir a la Royal Navy havia servit a la marina mercant noruega amb el nom d'Ellida, que es va lliurar a la Regia Marina el 10 de maig de 1916 i es va donar de baixa el 7 de maig de 1920. Actualment el nom Grecale és portat per una fragata de la classe Maestrale.